# Спиридонов Олексій Михайлович
Олексій Михайлович Спиридонов (17 березня 1909, село Нижня Синячиха Верхотурського повіту Пермської губернії, тепер Свердловської області Російська Федерація — 6 вересня 1988, місто Новосибірськ, тепер Російська Федерація) — радянський партійний діяч, 1-й секретар Сахалінського, Амурського і Марійського обласних комітетів КПРС. Член Центральної Ревізійної Комісії КПРС у 1952—1961 роках. Депутат Верховної Ради РРФСР 1—2-го та 6-го скликань. Депутат Верховної Ради СРСР 3—4-го скликань (у 1952—1958 роках).

## Життєпис
Народився в селянській родині.
З жовтня 1928 по 1929 рік служив у військах ОДПУ.
Член ВКП(б) з 1929 року.
У січні 1930 — лютому 1931 року — голова сільськогосподарської комуни «Іскра революції» Нижньо-Тавдинського району Уральської області.
У квітні 1931 — березні 1934 року — токар, заступник начальника металургійного цеху, голови заводського комітету, завідувач сільськогосподарського сектора заводського комітету металургів Алапаївського металургійного заводу Уральської області.
У березні 1934 — січні 1936 року — заступник уповноваженого Комітету із заготівель сільськогосподарських продуктів при РНК СРСР по Алапаївському районі Свердловської області.
У січні 1936 — січні 1937 року — слухач Центральних курсів керівних працівників Комітету із заготівель сільськогосподарських продуктів при РНК СРСР.
У січні — листопаді 1937 року — уповноважений Комітету із заготівель сільськогосподарських продуктів при РНК СРСР по Тамбовському району Далекосхідного краю.
У листопаді 1937 — липні 1939 року — 1-й секретар Тамбовського районного комітету ВКП(б) Далекосхідного краю.
У липні 1939 — жовтні 1940 року — заступник голови виконавчого комітету Хабаровської крайової ради депутатів трудящих.
21 червня 1940 — 8 грудня 1943 року — 1-й секретар Сахалінського обласного комітету ВКП(б).
У жовтні 1943 — грудні 1947 року — 1-й секретар Амурського обласного комітету ВКП(б).
У грудні 1947 — 1950 року — слухач Вищої партійної школи при ЦК ВКП(б).
У 1950 — жовтні 1951 року — в апараті ЦК ВКП(б).
4 жовтня 1951 — 28 грудня 1957 року — 1-й секретар Марійського обласного комітету ВКП(б) (КПРС).
У грудні 1957 — листопаді 1958 року — слухач Курсів секретарів обкомів і голів облвиконкомів при ЦК КПРС.
У листопаді 1958 — грудні 1962 року — заступник голови виконавчого комітету Новосибірської обласної ради депутатів трудящих. У грудні 1962 — грудні 1964 року — заступник голови виконавчого комітету Новосибірської сільської обласної ради депутатів трудящих. У грудні 1964 — лютому 1968 року — заступник голови виконавчого комітету Новосибірської обласної ради депутатів трудящих.
У лютому 1968 — січні 1980 року — голова Новосибірського обласного комітету народного контролю.
З січня 1980 року — персональний пенсіонер у місті Новосибірську.
Помер 6 вересня 1988 року в місті Новосибірську.

## Нагороди
- три ордени Трудового Червоного Прапора (1942; 22.03.1966; 3.09.1971)
- орден Дружби народів (16.03.1979)
- медаль «За трудову доблесть»
- медалі